# ここがロドスだ、ここで跳べ
「ここがロドスだ、ここで跳べ」（ここがロドスだ、ここでとべ。ラテン語: Hic Rhodus, hic salta）は、イソップ寓話にもとづくラテン語の成句。

## 概要
ペリー・インデックス33番の寓話（中務哲郎訳の題は「法螺吹」）はこのような話である。ある五種競技の選手が外国旅行から帰り、海外での自分の成績のほら話をした。特にロドス島で大変な跳躍の記録を出し、ロドスへ出かけて聞いてみればそれが本当であることがわかると言った。しかし聞いていた人のひとりは「実際にそんな力があるのなら、ロドスへ出かけるまでもない。ここをロドスとして跳んでみろ」と言った。教訓は「事実による証明が手近にある時は、言葉は要らない」であり、「論より証拠」に近い。
エラスムス『古典名句集』ではわずかに異なる「Hic Rhodus, hic saltus.」の形で載せられている。

## 使用
特に有名な使用例はヘーゲル『法の哲学』（1821年初版）の序文だが、ここではイソップ寓話の意味も、その教訓も本来のイソップ寓話からかけ離れている。
ヘーゲルによると哲学は「現在的かつ現実的なものを把握することであって、彼岸的なものをうち立てることではない」とし、「哲学が現実の世界を越え出ると思うのは、ある個人がその時代を跳び越し、ロドス島を跳び越えて外に出るのだと妄想するのとまったく同様におろかである」と述べた後にギリシア語とラテン語でこの成句を引用している。
さらにヘーゲルはこの成句を「ここが薔薇だ、ここで踊れ」(Hier ist die Rose, hier tanze)とも言いかえている。これはギリシア語のロドス(Ῥόδος)と薔薇を意味するロドン(ῥόδον)の駄洒落、およびラテン語のsaltoに「跳ねる」と「踊る」の2つの意味があることに由来する。ヘーゲルは十字架を苦しみ、薔薇を喜びのしるしとして使用し、理性という薔薇によって現実と和解することを意味する。
マルクスは『ルイ・ボナパルトのブリュメール18日』（1852年初版）の第1章で、プロレタリア革命は現在のところうまくいかないように見えるが、いずれ引き返せなくなる状況が生まれ、諸関係が「ここがロドスだ、ここで跳べ!」と叫ぶことになると言っている。マルクスは本来の成句のほかにヘーゲルによって「ロドス・跳べ」が「薔薇・踊れ」に変更されたバージョンも引いており、ヘーゲルを踏まえていることが明らかである。